# Marthamyces oritis
Marthamyces oritis är en svampart som beskrevs av P.R. Johnst. 2006. Marthamyces oritis ingår i släktet Marthamyces och familjen Rhytismataceae.   Inga underarter finns listade i Catalogue of Life.